# HSC Gotlandia II
HSC Golden Princess (Ex. HSC Gotlandia II) är en passagerarfärja ägd av Golden Star Ferries som för tillfället ligger utanför Piraeus i Grekland och förbereds för trafikstart i den grekiska övärlden sommarsäsongen 2024. Hon byggdes 2006 på Fincantieri i Riva Trigoso, Italien. Ombord finns bland annat restaurangtorg, café, butik och barnbio.
HSC Golden Princess trafikerade mellan 2006 och 2022 Visby-Nynäshamn/Oskarshamn/Västervik  för Destination Gotland under namn HSC Gotlandia II
Redan fyra dagar efter fartyget togs i bruk uppstod en mindre brand ombord. Färjan var på väg från Nynäshamn till Visby när brandlarmet gick i maskinrummet. Branden, som berodde på ett smörjoljeläckage, orsakade rökutveckling ombord. Gotlandia II togs ur bruk samma dag för att åtgärda felet.
Den 23 juli 2009 kolliderade Gotlandia II med M/S Gotland (2003) strax utanför Nynäshamn vilket resulterade i omfattande skador på fartyget. 15 passagerare skadades lindrigt ombord på fartyget vid kollisionen.
I februari 2023 återlämnades HSC Gotlandia II från Destination Gotland till moderbolaget Gotlandsbolaget.
I mars 2023 såldes fartyget till Golden Star Ferries i Grekland. Gotlandia II döptes om till HSC Golden Princess och fick hemmahamn AnapoΣ i Grekland.

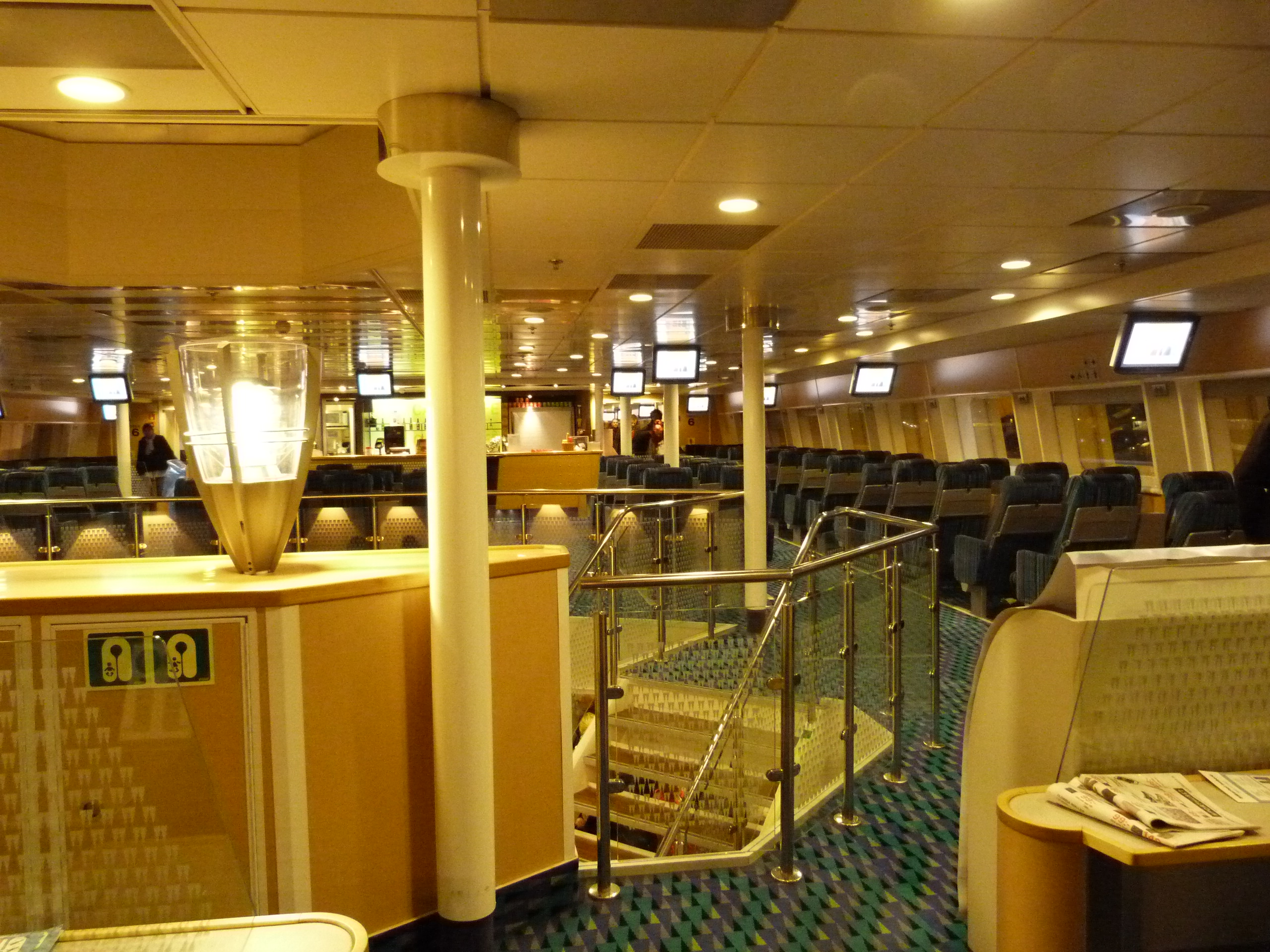
Salongdäck 6 på HSC Gotlandia II.